# Bombeta elèctrica

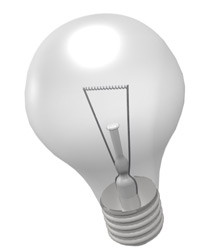
Bombeta d'incandescència

La bombeta d'incandescència produeix un llum format per una ampolla de vidre, a l'interior del qual hi ha un filament metàl·lic, generalment de tungstè. Produeix llum per incandescència en circular-hi corrent elèctric. Altres noms pel fenomen són llum d'incandescència i làmpada d'incandescència, amb formes vulgars i curts com bombeta, pera (o, en valencià, pereta, per la forma de fruita).
El 1845 el nord-americà John Wellington inventà una làmpada incandescent que resultà ser de massa curta durada. El 1860, l'anglès Joseph Swan reprengué la recerca amb un filament de carboni, emplaçat dins d'un recipient de vidre, però el problema seguí sent el mateix: el buit creat dins la bombeta resultava insuficient i el filament es cremava en pocs minuts. Aquesta invenció va permetre resoldre el problema de la divisió de la llum elèctrica, tal com era descrit en aquella època, i que consistia en la impossibilitat de tenir encesos alhora diversos punts de llum en un únic circuit.
El 1879 va ser patentada per Thomas Edison qui, després d'experimentar amb més de mil materials diferents, aconseguí industrialitzar-la amb filament de bambú carbonitzat. El 1879, Thomas Alva Edison va millorar-la i presentà la seva bombeta, que podia restar encesa tretze hores i mitja, però encara era insuficient. L'èxit arribà en substituir el filament per un altre de més resistent que comercialitzà a partir de 1880.

## Parts d'una bombeta
Una bombeta elèctrica és una font de llum que està formada pel cos de vidre o plàstic, un culot metàl·lic i un filament també metàl·lic, com a resum general:
- El vidre o plàstic pot ser de diferents colors per a filtrar els colors.
- El culot fa de contacte amb el dispositiu que administra el corrent d'alimentació. El culot consta d'un nucli i una vora, també anomenats pols positiu i negatiu.
- El filament és un fil prim, habitualment de tungstè. En passar-hi el corrent, la resistència del material en provoca l'escalfament. L'elevada temperatura del filament fa que aquest emeti energia en forma d'irradiació de calor segons la llei de Joule. Aquesta irradiació apareix en tot l'espectre electromagnètic, del qual els éssers humans només n'aprofiten l'espectre visible per a veure-hi.

|  | 1. Embolcall, ampolla de vidre o bulb. 2. Gas inert. (Comunament: Argó). 3. Filament de tungstè. 4. Fil de contacte (va al peu, a l'extrem del casquet). 5. Fil de contacte (va a la rosca del casquet). 6. Filferro(s) de subjecció i dissipació de calor del filament. 7. Conducte de refrigeració i suport intern del filament. 8. Base de contacte. 9. Casquet metàl·lic. 10. Aïllament elèctric. 11. Peu de contacte elèctric. |

Consta d'un filament de tungstè molt fi, tancat en un bulb de vidre en la qual s'ha fet el buit, o s'ha emplenat amb un gas inert, per a evitar que el filament es volatilitzi per les altes temperatures que aconsegueix. Es completa amb un casquet metàl·lic, en el qual s'hi troben les connexions elèctriques.
El bulb varia de grandària proporcionalment a la potència de la bombeta, ja que la temperatura del filament és molt alta i, en augmentar la potència i el despreniment de calor, és necessari augmentar la superfície de dissipació de calor.
Inicialment a l'interior del bulb s'hi feia el buit. Actualment el bulb està farcit d'algun gas noble (normalment criptó o argó) que impedeix la combustió del filament.
El casquet serveix per a fixar la bombeta en un llum per mitjà d'una rosca (anomenada rosca Edison) o un casquet de baioneta. En la major part del món, els casquets de rosca per a bombetes de potències mitjanes es designen amb el codi de rosques Edison E-27, representant aquest número el diàmetre en mil·límetres de la seva rosca. És també molt freqüent una talla menor de rosca, l'anomenada E-14 per a potències menors, o rosca Mignon, i l'anomenada Goliath, E-40, reservada per a bombetes de gran potència.
En països com França o el Regne Unit, està o ha estat en ús per a servei regular durant molts anys, el casquet de baioneta en les seves versions de doble contacte, tant de pas ample (B22d o B-22d) similar en grandària a l'E-27 i adequat per a bombetes estàndard, com l'estret (BA15d o BA-15d), equivalent a l'E-14 i, per tant, més indicat per a bombetes de petita grandària, com ara del tipus vela, esfèriques, miniatura i decoratives. Aquesta classe de casquet deriva directament de l'originalment ideat per Swan, existint també versions d'un sol contacte, tant en els diàmetres abans esmentats com en passos més estrets, com ara el BA-10 o el BA-5, de 10 i 5 mm de diàmetre respectivament.
A Amèrica del Nord existeixen altres tipus de casquet normalitzats, si bé tots ells són de la mena de rosca derivats de l'original d'Edison. Entre ells hi ha, principalment, l'E-26, que és exactament el primitiu que Thomas Alva va crear, mantenint les seves mesures i el seu pas de rosca. L'E-27 és totalment compatible amb ell, i tots dos s'apliquen a llums estàndard d'ús normal. Per als llums de petita grandària, als Estats Units utilitzen un casquet similar al Mignon, si bé és una mica més estret; és l'E-12, conegut també com Candelabra, i el seu diàmetre és de 12 mm. Al seu torn, hi ha un altre tipus intermedi que procedeix del Japó, l'E-17 o Intermediate, amb un diàmetre de 17 mm i aplicable a llums de petita i mitjana grandària. Com a curiositat, cal citar que a Espanya és corrent trobar tals grandàries de casquet en els llums que porten algunes garlandes nadalenques, les quals, com és natural, estan proveïdes dels corresponents portalàmpades, que, d'una altra forma, són pràcticament impossibles de trobar en aquest mercat.
Per a llums de gran potència, a Amèrica del Nord s'utilitza un casquet equivalent a l'E-40 europeu, encara que amb un mil·límetre menys de calibre, per la qual cosa es denomina E-39, encara que es coneix popularment com Mogul. Hi ha molts altres tipus de casquet per a llums incandescents i de descàrrega, sobretot quant a aplicacions especials, si bé els tipus de rosca Edison o baioneta Swan, en els seus diferents formats, són els més populars per a usos normals.

## Bombetes de baix consum

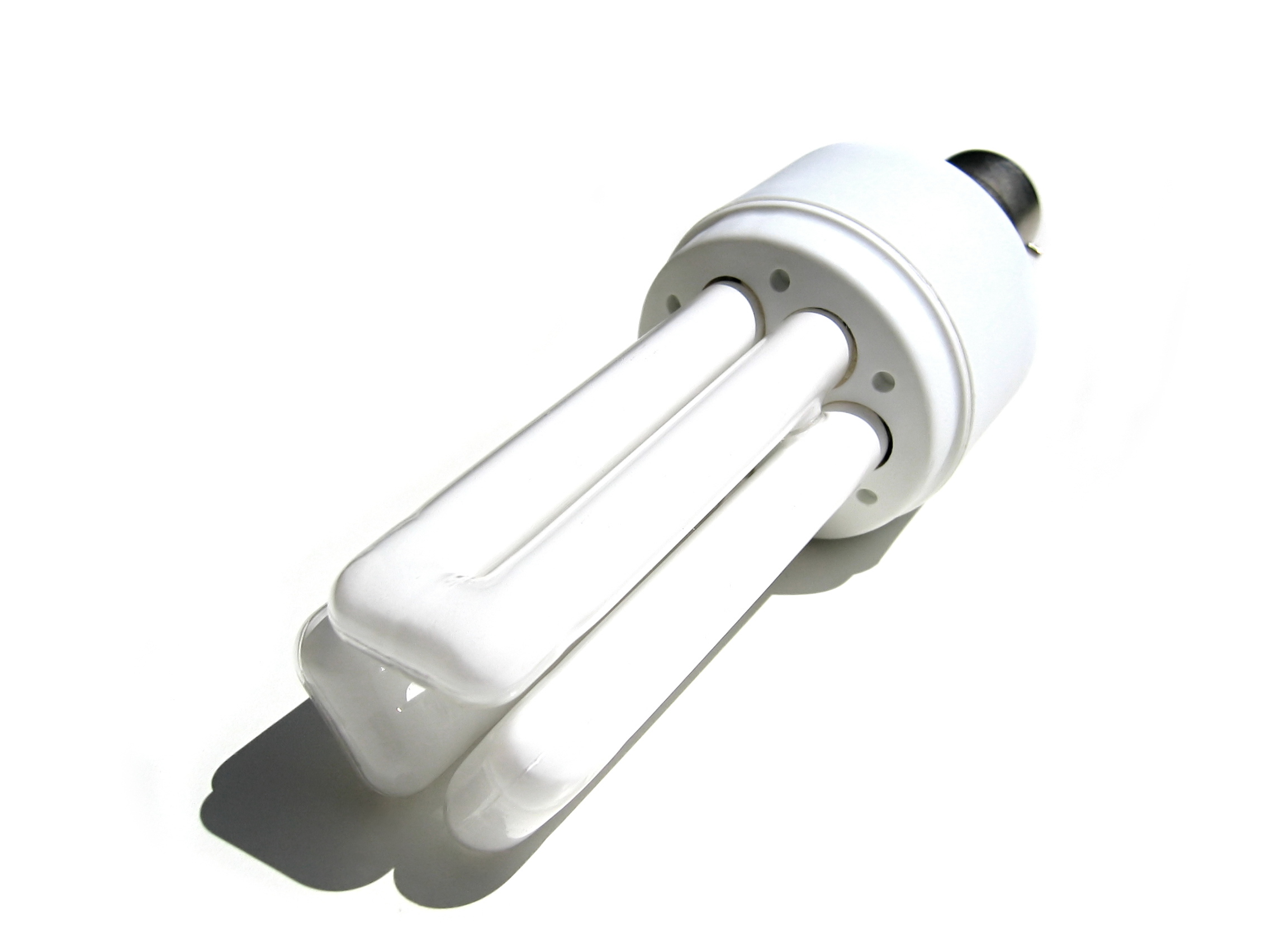
Llum fluorescent de baix consum

Les bombetes de baix consum, utilitzen la tecnologia dels fluorescents per a generar llum amb un millor rendiment energètic que les bombetes d'incandescència, però amb una aparença de bombeta. Algunes de les bombetes de baix consum, incorporen a més una rosca compatible amb la de les bombetes d'incandescència.
La potència lumínica de les bombetes se sol expressar en watts (i el flux lluminós en lumens). Les bombetes de baix consum generen la mateixa llum que les bombetes d'incandescència amb menys consum, malgrat que durant l'arrancada el consum és molt més alt del que consta en funcionament real.
La potència consumida per les bombetes d'incandescència domèstiques sol variar entre els 40 W (poca llum) fins a 100 W (més llum), mentre que les de baix consum consumeixen només entre 7 i 23 W i fan la mateixa llum que les d'incandescència.

## Altres tipus de bombetes
Per a la il·luminació de vies públiques, se solen utilitzar altres tipus de bombetes. Totes elles es poden considerar de baix consum;
- Bombetes de vapor de sodi de baixa pressió (VSBP) (menor consum)
- Bombetes de vapor de sodi d'alta pressió (VSAP) o de mercuri (major consum)

## Làmpada halògena
Un perfeccionament del llum d'incandescència és el llum halògen, basat en el mateix principi, però amb diverses millores que aconsegueixen un rendiment lluminós una mica millor i també un relatiu millor rendiment de color.

## Les proves maza
El 1927 es van realitzar a Hollywood un seguit de proves per incorporar la il·luminació incandescent, o de tungstè, a la indústria cinematogràfica. Aquestes proves es van realitzar per la necessitat de trobar una il·luminació que funciones amb les pel·lícules pancromàtiques, que s'estaven popularitzant al moment.
Abans de les proves es feien servir làmpades de vapor de mercuri o làmapades d'arc. Les primeres il·luminaven amb una llum blava i verda, la qual cosa fins llavors havia estat suficient ja que les pel·lícules ortocromàtiques que s'utilitzaven només eren sensibles als tons blaus i violetes. Però amb l'arribada de la pel·lícula pancromàtica, sensible a tota la gamma cromàtica, es van haver de buscar alternatives com la il·luminació incandescent o de tungstè.

## Història

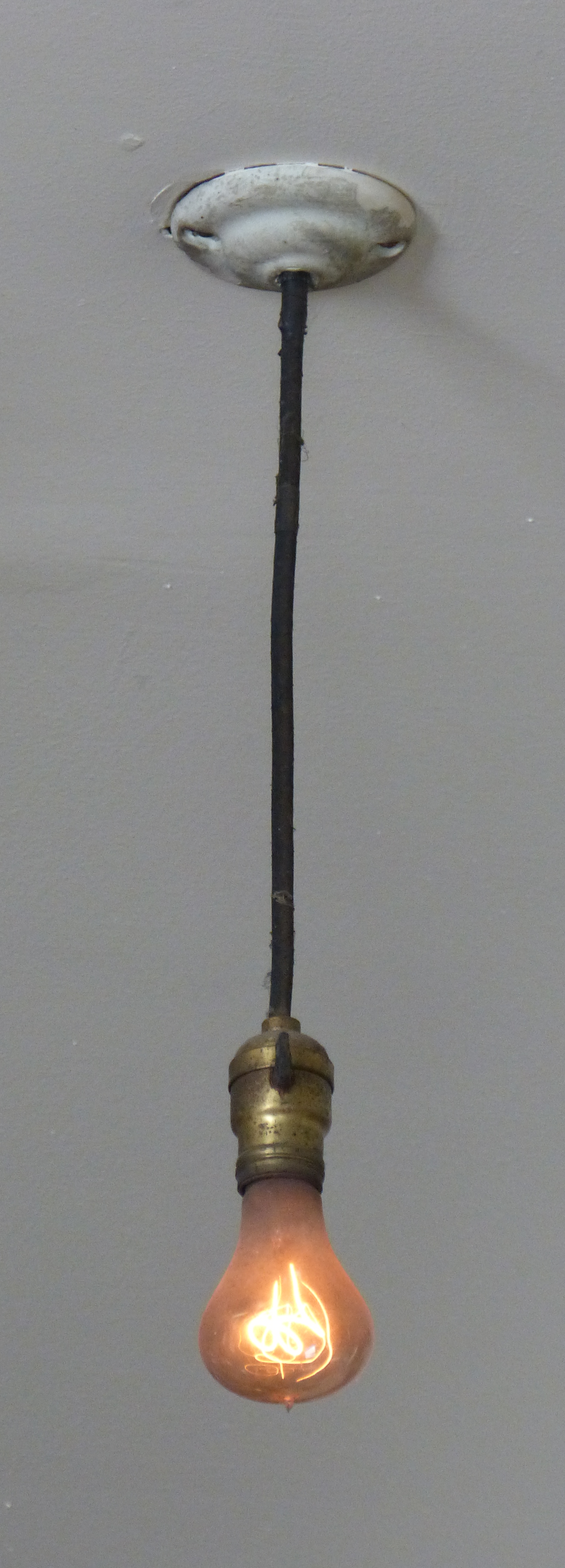
La bombeta incandescent, anomenada “bombeta centenària”

El 1848 el nord-americà John Wellington va inventar un llum incandescent que va resultar de massa curta durada. El 1860, l'anglès Joseph Swan va reprendre la investigació amb un filament de carboni, emplaçat dins d'un recipient de vidre, però el problema va continuar sent el mateix: el buit creat a la bombeta resultava insuficient i el filament es cremava en pocs minuts. Aquesta invenció va permetre resoldre el problema de la divisió de la llum elèctrica, tal com era descrita en aquella època, i que consistia en la impossibilitat de tenir encesos alhora diversos punts de llum en un únic circuit.
Joseph Wilson Swan va rebre la patent britànica per al seu dispositiu el 1879, al voltant d'un any abans que Thomas Alva Edison. Swan va comunicar l'èxit a la Societat Química de Newcastle (Newcastle Chemical Society), i en una conferència el febrer de 1879, va mostrar un llum funcionant. Al començament d'aquell any va començar a instal·lar bombetes a llars i senyals a Anglaterra. El 1881 va crear la seva pròpia companyia, The Swan Electric Light Company, i va començar la producció comercial. Thomas Alva Edison va ser el primer a patentar una bombeta incandescent de filament de carboni, viable fora dels laboratoris, és a dir, comercialment viable. La va patentar el 27 de gener de 1880 (núm. 285.898).
Anteriorment, altres inventors havien desenvolupat models que funcionaven en laboratori, incloent-hi a Henry Woodward, Mathew Evans, James Bowman Lindsay, William Sawyer i Warren de la Rue.
L'alemany Heinrich Göbel havia registrat el seu propi llum incandescent en 1855, i l'11 de juliol de 1874 se li va concedir a l'enginyer rus Aleksandr Lodygin la patent n.º 1619 per a un llum incandescent. L'inventor rus va utilitzar un filament de carboni. Posteriorment, les millores d'Edison van permetre que el llum incandescent tingués una durada més llarga.
La bombeta és un dels invents més utilitzats per l'ésser humà des de la seva creació fins avui. Segons una llista de la revista Life, és la segona invenció més útil del segle xix. La comercialització de la bombeta per part de la companyia d'Edison va estar plena de disputes per les patents amb els seus competidors.
El 2009, una Directiva de la Unió Europea va establir un termini perquè als Estats membres deixessin de fabricar i comercialitzar llums incandescents. L'1 de setembre de 2009 es va prohibir la fabricació i distribució de làmpades de potència igual o superior a 100 W i l'1 de setembre de 2010 les bombetes de 75 W. Un any després, l'1 de setembre de 2011, les bombetes de 60 W i, finalment, l'1 de setembre de 2010 es van retirar les bombetes de 40 i 25 W. Les bombetes incandescents estan sent substituïdes per opcions més eficients, com les bombetes fluorescents compactes i les basades en tecnologia led.
Al parc de bombers de Livermore (Califòrnia) hi ha una bombeta incandescent que porta encesa des de l'any 1901, fet que suposa que el 2014 la seva vida útil ha arribat a les 989.880 hores.